# Liste der Staatsmeeressäugetiere der Bundesstaaten der Vereinigten Staaten
Dies ist eine Liste der offiziellen Staatsmeeressäugtiere der Bundesstaaten der Vereinigten Staaten. Diese Meeressäugetiere gelten als bundesstaatliche Wahrzeichen in den jeweiligen Bundesstaaten der Vereinigten Staaten.
| Bundesstaat    | Abbildung | Deutscher Name         | Wissenschaftliche Bezeichnung | Jahr |
| -------------- | --------- | ---------------------- | ----------------------------- | ---- |
| Alabama        |           | Karibik-Manati         | (Trichechus manatus)          | 2009 |
| Alaska         |           | Grönlandwal            | (Balaena mysticetus)          | 1983 |
| Arizona        |           |                        |                               |      |
| Arkansas       |           |                        |                               |      |
| Colorado       |           |                        |                               |      |
| Connecticut    |           |                        |                               |      |
| Delaware       |           |                        |                               |      |
| Florida        |           | Manati                 | (Trichechus manatus)          | 1975 |
| Georgia        |           | Atlantischer Nordkaper | (Eubalaena glacialis)         | 1985 |
| Hawaii         |           | Buckelwal              | (Megaptera novaeangliae)      | 1979 |
| Idaho          |           |                        |                               |      |
| Indiana        |           |                        |                               |      |
| Iowa           |           |                        |                               |      |
| Kalifornien    |           | Grauwal                | (Eschrichtius robustus)       | 1975 |
| Kansas         |           |                        |                               |      |
| Kentucky       |           |                        |                               |      |
| Louisiana      |           |                        |                               |      |
| Maine          |           |                        |                               |      |
| Maryland       |           |                        |                               |      |
| Massachusetts  |           | Atlantischer Nordkaper | (Eubalaena glacialis)         | 1980 |
| Michigan       |           |                        |                               |      |
| Minnesota      |           |                        |                               |      |
| Mississippi    |           |                        |                               |      |
| Missouri       |           |                        |                               |      |
| Montana        |           |                        |                               |      |
| Nebraska       |           |                        |                               |      |
| Nevada         |           |                        |                               |      |
| New Hampshire  |           |                        |                               |      |
| New Jersey     |           |                        |                               |      |
| New Mexico     |           |                        |                               |      |
| New York       |           |                        |                               |      |
| North Carolina |           |                        |                               |      |
| North Dakota   |           |                        |                               |      |
| Ohio           |           |                        |                               |      |
| Oklahoma       |           |                        |                               |      |
| Oregon         |           |                        |                               |      |
| Pennsylvania   |           |                        |                               |      |
| Rhode Island   |           | Seehund                | (Phoca vitulina)              | 2016 |
| South Carolina |           | Großer Tümmler         | (Tursiops truncatus)          | 2009 |
| South Carolina |           | Atlantischer Nordkaper | (Eubalaena glacialis)         | 2009 |
| South Dakota   |           |                        |                               |      |
| Tennessee      |           |                        |                               |      |
| Texas          |           |                        |                               |      |
| Utah           |           |                        |                               |      |
| Vermont        |           |                        |                               |      |
| Virginia       |           |                        |                               |      |
| Washington     |           | Schwertwal             | (Orcinus orca)                | 2005 |

## Weblink
- Übersicht über die Staatsmeersäugetiere der einzelnen Bundesstaaten der USA (engl.)